# Georgi Iwanow (Kosmonaut)
Georgi Iwanow (eigentlich Georgi Kakalow; * 2. Juli 1940 in Lowetsch) war der erste bulgarische Kosmonaut. Sein Familienname Kakalow wurde durch den Vatersnamen Iwanow ersetzt, weil Ersterer im Russischen eine obszöne Konnotation aufweist.

## Vor dem Raumflug
Iwanow schloss 1964 die Militärfliegerschule der Bulgarischen Luftstreitkräfte ab und arbeitete dort als Ausbilder, bevor er 1967 Staffelführer der bulgarischen Luftwaffe wurde.

## Interkosmos-Programm
Iwanow war dort Major, als er sich als Raumfahrer/Kosmonaut für das Interkosmos-Programm bewarb, das sozialistischen Ländern die Möglichkeit bot, mit der Sowjetunion in der Raumfahrt zusammenzuarbeiten.
Am 10. April 1979 startete er zusammen mit Nikolai Rukawischnikow von Baikonur aus zur Mission Sojus 33. Eine Ankopplung an die Raumstation Saljut 6 war vorgesehen, konnte aber wegen Triebwerkschaden nicht durchgeführt werden. Die Mission wurde abgebrochen und endete mit einer außerplanmäßigen Landung fern dem vorhergesehenen Zielgebiet. Die Aufenthaltsdauer im All betrug daher nur 47 Stunden bzw. 31 Erdumrundungen. 

## Nach dem Raumflug
Später wurde Iwanow Mitglied der Bulgarischen Nationalversammlung, wo er an der Verfassung von 1991 mitarbeitete.

## Privates
Er ist in zweiter Ehe verheiratet und hat zwei Kinder.